# Primærrute 21
Primærrute 21 eller Holbækmotorvejen är en motorväg/landsväg som går mellan centrala Köpenhamn och Randers via en färjeförbindelse mellan Sjællands Odde och Ebeltoft. Den är av motorvägsstandard till Holbæk där den övergår i landsväg.
Den startar i Vigerslev och går västerut där den ansluter till O2 som går i nordlig och västlig riktning. Den korsar E47, O3 och delar en kort sträcka med O4 vid Tåstrup innan den fortsätter mot Roskilde. I Roskilde startar primærrute 23 som delar sträckning med fram till Ordrup. Väg 23 fortsätter sedan rakt västerut mot Kalundborg medan 21 går i en nordvästlig riktning vidare mot Holbæk. Strax väster om Holbæk, i Tuse gör den en tvär sväng norrut och övergår till landsväg. Här slingrar den sig vidare norrut och passerar bland annat mycket nära Lammefjorden, en plats där morötter blivit en stor industri.
På Sjællands Odde tar man färjan till Ebeltoft och på Jylland fortsätter vägen till Randers.

## Numrering av trafikplatser längs 21
|  | Nr | Namn        | Skyltning                                |
|  | -- | ----------- | ---------------------------------------- |
|  | 1  |             | Hvidovre                                 |
|  |    | Brøndby     | E 47 Helsingør                           |
|  | 2  |             | Glostrup, Vallensbæk O3                  |
|  | 3  |             | Albertslund                              |
|  |    | Albertslund | O4s E 20 E 47 E 55 Odense, Rødby, Gedser |
|  | 4  |             | Høje Taastrup                            |
|  | 5  |             | Roskildevej                              |
|  |    | Taastrup    | O4n E 47 E 55 Ballerup, Helsingør        |
|  | 6  |             | Høje Taastrup C                          |
|  | 7a |             | Høje Taastrup S                          |
|  | 7b |             | Baldersbrønde                            |
|  | 8  |             | Fløng                                    |
|  | 9  |             | Trekroner                                |
|  | 10 |             | Roskilde Ø                               |
|  | 11 |             | Roskilde SØ 6 O2                         |
|  | 12 |             | Roskilde S 6                             |
|  |    |             | Roskilde N                               |
|  | 13 |             | Ringstedvej 14                           |
|  | 14 |             | Roskilde V                               |
|  | 14 |             | Kornerup S                               |
|  | 15 |             | Gevninge                                 |
|  | 16 |             | Kirke Sonnerup 53                        |
|  |    | Holbæk      | 23 Kalundborg                            |
|  |    |             | Arnakke                                  |
|  | 18 |             | Holbæk Ø                                 |
|  | 19 |             | Holbæk C 57                              |
|  |    |             | Springstrup                              |
|  | 20 |             | Holbæk V                                 |